# Remmia
La lex Remmia va ser una antiga llei romana de data i autor desconeguts, però anterior a les Lleis de les dotze taules.
Aquesta llei combatia la calúmnia i ordenava gravar amb foc una K al front dels calumniadors (de Kalumnia, com s'escrivia antigament, passant després a calúmnia). Alguns autors defensaven que la lletra gravada a foc era una D, de delator.